# Archer (e스포츠)
Archer(아처)는 대한민국의 스페셜포스 클랜이자, SF 프로리그의 프로게임팀이다.

## 수상 기록
- 2009년 8월 생각대로T SF프로리그 2009 1st 4위